# Ekonomiczna teoria demokracji Anthony’ego Downsa
Ekonomiczna teoria demokracji Anthony’ego Downsa (ang. An Economic Theory of Democracy) – opublikowana w 1957 r. przez Anthony’ego Downsa monografia analizująca i wyjaśniająca przy użyciu narzędzi ekonomicznych, a więc w sposób odmienny od nauk politycznych, funkcjonowanie państwa, rządu i zachowania wyborców. Jest uważana za jeden z najważniejszych elementów teorii wyboru publicznego.

## Założenia
Ekonomiczna teoria demokracji ma swoje korzenie w pracach Josepha Schumpetera, uważanego za jednego z pionierów teorii wyboru publicznego, który stwierdził, że wszelkie teorie dotyczące ludzkiej działalności powinny być oparte na założeniu dążenia każdej jednostki do maksymalizacji własnego interesu. Tym samym demokrację jako system polityczny powinno się analizować przy użyciu metodologii pozytywnej, a nie normatywnej. W modelu Downsa zarówno partie, jak i głosujący kierują się przede wszystkim interesem własnym.
Ponadto autor teorii poczynił następujące założenia:
1. W odbywających się co jakiś czas wyborach partia lub koalicja partii otrzymuje od większości głosujących mandat do sprawowania władzy przez jedną kadencję.
2. W każdym głosowaniu każdy pełnoletni obywatel dysponuje dokładnie jednym głosem.
3. Wykluczone są próby nielegalnego przejęcia władzy lub ograniczenia czynnego lub biernego prawa wyborczego.
4. Istnieją co najmniej dwie konkurujące ze sobą partie.
5. Preferencje polityczne można w spójny sposób uszeregować, np. od skrajnie lewicowych do skrajnie prawicowych.
6. Funkcja preferencji politycznych jednego wyborcy ma tylko jedno maksimum (preferencje wyborców są jednowierzchołkowe), tzn. jeśli najbardziej odpowiada mu opcja o wartości 60 wśród opcji uszeregowanych np. od skrajnie lewicowych (0) do skrajnie prawicowych (100) to na przedziale (0; 60) jego preferencje rosną, a na przedziale (60; 100) maleją.
7. Partie znają preferencje polityczne wyborców.
8. Wyborcy znają preferencje polityczne konkurujących ze sobą partii.

## Wnioski
Wprowadzając i wykorzystując wyżej wymienione założenia i pojęcia takie jak oczekiwane zróżnicowanie partii, bieżące zróżnicowanie partii czy medianowy wyborca oraz analizując logikę głosowania ekonomiczna teoria demokracji prowadzi do licznych wniosków, które Downs w swojej pracy zapisał pod postacią 25 twierdzeń:
1. Głównym motywem działania polityków jest dążenie do czerpania korzyści z władzy, zatem sporządzają programy polityczne w celu zdobycia władzy, a nie dążą do zdobycia władzy w celu realizacji programów.
2. W systemie dwupartyjnym programy wyborcze obu partii są bardzo zbliżone, zwłaszcza w tych punktach programowych, które są popierane przez większość społeczeństwa.
3. W systemie dwupartyjnym programy polityczne są bardziej elastyczne, niejednoznaczne i mniej związane z konkretnymi ideologiami niż w systemie wielopartyjnym.
4. Działania rządu koalicyjnego w systemie wielopartyjnym są mniej efektywne, mniej zdecydowane oraz mniej spójne niż działania rządu w systemie dwupartyjnym.
5. W przypadku zmian społecznych, politycznych czy gospodarczych skutkujących zmianą preferencji wyborczych społeczeństwa powstają nowe partie walczące o głosy większości.
6. Demokratyczne rządy są skłonne do redystrybucji części dóbr na rzecz uboższej części społeczeństwa.
7. Demokratyczne rządy są bardziej skłonne do faworyzowania producentów niż konsumentów.
8. Dla części wyborców działania rządu pod koniec kadencji są znacznie ważniejsze niż obietnice na przyszłość.
9. W pewnych warunkach racjonalny wyborca może zagłosować na inną partię niż najbardziej przez niego preferowana.
10. Racjonalny wyborca może zagłosować na partię nie mającą szans na sukces wyborczy jeżeli partia jest nowa a wyborca zorientowany na przyszłość lub jeżeli wyborca chce w ten sposób wpłynąć na program innej partii.
11. Wielu wyborców uważających głosowanie za istotne nie ma żadnej informacji o wyborze jakiego dokonuje.
12. Ze względu na poczucie małej wagi jednego głosu w odniesieniu do liczby głosujących, wyborcy nie mają motywacji do zdobycia informacji przed wyborami.
13. Wielu wyborców nie dąży do zdobycia informacji o kwestiach ważnych w wyborach, nawet jeśli uważa te kwestie za istotne.
14. Wyborcami posiadającymi najwięcej informacji w danej kwestii są wyborcy, których dochód najbardziej zależy od tych kwestii.
15. Wyborcy dobrze poinformowani w danej kwestii od strony ich dochodu, są w nierównym stopniu poinformowani o tych samych kwestiach jako konsumenci.
16. Wyborcy preferujący wyraźniej jedną partię głosują częściej niż ci, którzy nie widzą znaczących różnic pomiędzy partiami.
17. Wielu obywateli polega na pośrednikach, np. mediach, przy podejmowaniu decyzji, na kogo oddać głos.
18. Wyborcy otrzymują pewną użyteczność z samego faktu udziału w wyborach, nawet jeśli nie przywiązują uwagi do tego, kto je wygra.
19. Frekwencja wyborcza jest niższa wśród obywateli o niższym dochodzie.
20. Przyczynami zjawiska opisanego w twierdzeniu 19. są większa niepewność i trudności poniesienia kosztów informowania się oraz niechęć do poniesienia kosztów głosowania.
21. Frekwencja wyborcza jest odwrotnie proporcjonalna do kosztów udziału w wyborach.
22. Wyborcy opierający się na zróżnicowanych źródłach informacji uzyskują większą użyteczność z udziału w wyborach.
23. Po wygraniu wyborów partie starają się spełnić możliwie najwięcej obietnic wyborczych.
24. Partie polityczne starają się trzymać jednej ideologii. W przypadku znacznej porażki zmieniają ideologię na bardziej zbliżoną do partii zwycięskiej.
25. W systemach, w których zazwyczaj wyłaniany jest rząd koalicyjny, większość wyborców nie głosuje tak, jakby wybory były mechanizmem wyboru rządu.

## Ekonomiczna teoria demokracji na tle innych ujęć
Downs krytykuje koncepcję rządu jako organizacji całkowicie altruistycznej, nastawionej tylko i wyłącznie na możliwie najlepsze rozwiązywanie problemów społecznych. Dostrzega brak spójności pomiędzy takim traktowaniem państwa a ekonomiczną analizą sektora prywatnego, zakładającą dążenie do maksymalizacji zysku. Zdaniem autora jest to rezultatem faktu, że teorie rządu i państwa są bardziej przedmiotem badań politologicznych niż ekonomicznych. Tymczasem w rządzie również zasiadają ludzie, którzy dążą do maksymalizacji swojej użyteczności, czy to podczas obecnej kadencji czy podczas przyszłych.